# Bactrocera curvifera
Bactrocera curvifera är en tvåvingeart som först beskrevs av Walker 1864.  Bactrocera curvifera ingår i släktet Bactrocera och familjen borrflugor. Inga underarter finns listade.